# Borgerlig
Begreppet borgerlig kan ha flera olika betydelser. Ursprungligen användes det om personer som bodde inom borgområde, det vill säga borgare i en stad som näringsidkare. Begreppet har sedan kommit att överföras på en samhällsklass (se artikeln borgarklass), skild från överklass/adel, präster och bönder/arbetarklass, i Frankrike och England kallad tredje ståndet och i modern tid benämnts medelklass (bourgeoisie).
I politiska sammanhang betydde begreppet borgerlig hos Karl Marx ett samhälle i vilket produktion på kapitalistisk bas dominerar. I modern tid i Norden har borgerliga partier kommit att betyda politiska partier som är icke-socialistiska och som traditionellt sett har stått för konservativa eller liberala idéer.
Begreppet borgerlig används också som motsats till kyrklig, som borgerlig kommun, borgerligt äktenskap och borgerlig begravning. Alternativa termer kan här vara civil eller sekulär.
Begreppet har också använts i speciella betydelser, som borgerligt krig för inbördeskrig och borgerlig tid för normaltid.